# إيف بارساك
إيف بارساك (بالفرنسية: Yves Barsacq)‏ هو ممثل فرنسي، ولد في 17 يونيو 1931 بباريس في فرنسا، وتوفي في 4 أكتوبر 2015 في إيطاليا.

## وصلات خارجية
- إيف بارساك على موقع IMDb (الإنجليزية)
- إيف بارساك على موقع ألو سيني (الفرنسية)
- إيف بارساك على موقع أول موفي (الإنجليزية)
- إيف بارساك على موقع قاعدة بيانات الأفلام السويدية (السويدية)
- إيف بارساك على موقع ديسكوغز (الإنجليزية)
- إيف بارساك على موقع قاعدة بيانات الفيلم (الإنجليزية)
- إيف بارساك على موقع كينوبويسك (الروسية)